# مركز شاهرود الفضائي
مركز شاهرود الفضائي ( بالفارسية : پایگاه فضایی شاهرود) هو ميناء فضائي عسكري خاضع لسيطرة القوة الجوفضائية لحرس الثورة الإسلامية (IRGCASF) ويقع جنوب شرق شاهرود في محافظة سمنان، ويستخدم لإطلاق الأقمار الاصطناعية العسكرية لبرنامج الفضاء العسكري الإيراني.

## ملخص
كشف إطلاق القمر الصناعي نور 1 في 22 أبريل 2020 باستخدام مركبة الإطلاق قاصد من مركز شاهرود الفضائي عن وجود برنامج فضاء عسكري مواز يديره حرس الثورة الإسلامية مقابل برنامج الفضاء المدني الإيراني الذي تديره وكالة الفضاء الإيرانية (ISA).
يتميز الموقع ببرج خدمة يبلغ ارتفاعه 23 مترًا ومنصة إطلاق خرسانية 200 × 140 مترًا وحاجز عادم بطول 125 مترًا؛ ومن المثير للاهتمام أن الموقع لا يحتوي على مرافق تخزين وخزانات وقود لوقود الصواريخ السائل، وهو مصمم بشكل أساسي لإطلاق مركبات إطلاق تعمل بالوقود الصلب مثل قاصد والقائم قيد التطوير.

## تاريخ الإطلاق
| يطلق # | تاريخ         | عربة الغداء | الحمولة     | حصيلة                                 | ملاحظات |
| ------ | ------------- | ----------- | ----------- | ------------------------------------- | ------- |
| 1      | 22 أبريل 2020 | قاصد        | نور 1\|ناجح | أول قمر صناعي إيراني                  |         |
| 2      | 8 مارس 2022   | قاصد        | نور 2\|ناجح | ثاني الأقمار الصناعية العسكرية لإيران |         |